# Alexandre Adriaenssen
Pour les articles homonymes, voir Adriaenssen.
Alexandre Adriaenssen, ou Alexander Adriaenssen (baptisé à Anvers 17 janvier 1587– inhumé à Anvers le 30 octobre 1661) est un peintre baroque flamand, spécialiste des natures mortes.
Il est le fils aîné d'Emanuel Adriaenssen, luthiste, professeur de musique et compositeur.

## Biographie
Né en 1587, il est le fils ainé d'Emanuel Adriaenssen et le frère de Vincent Adriaenssen et Nicolas Adriaenssen.

## Œuvre
- Nature morte, Musée Magnin, Dijon

### Galerie

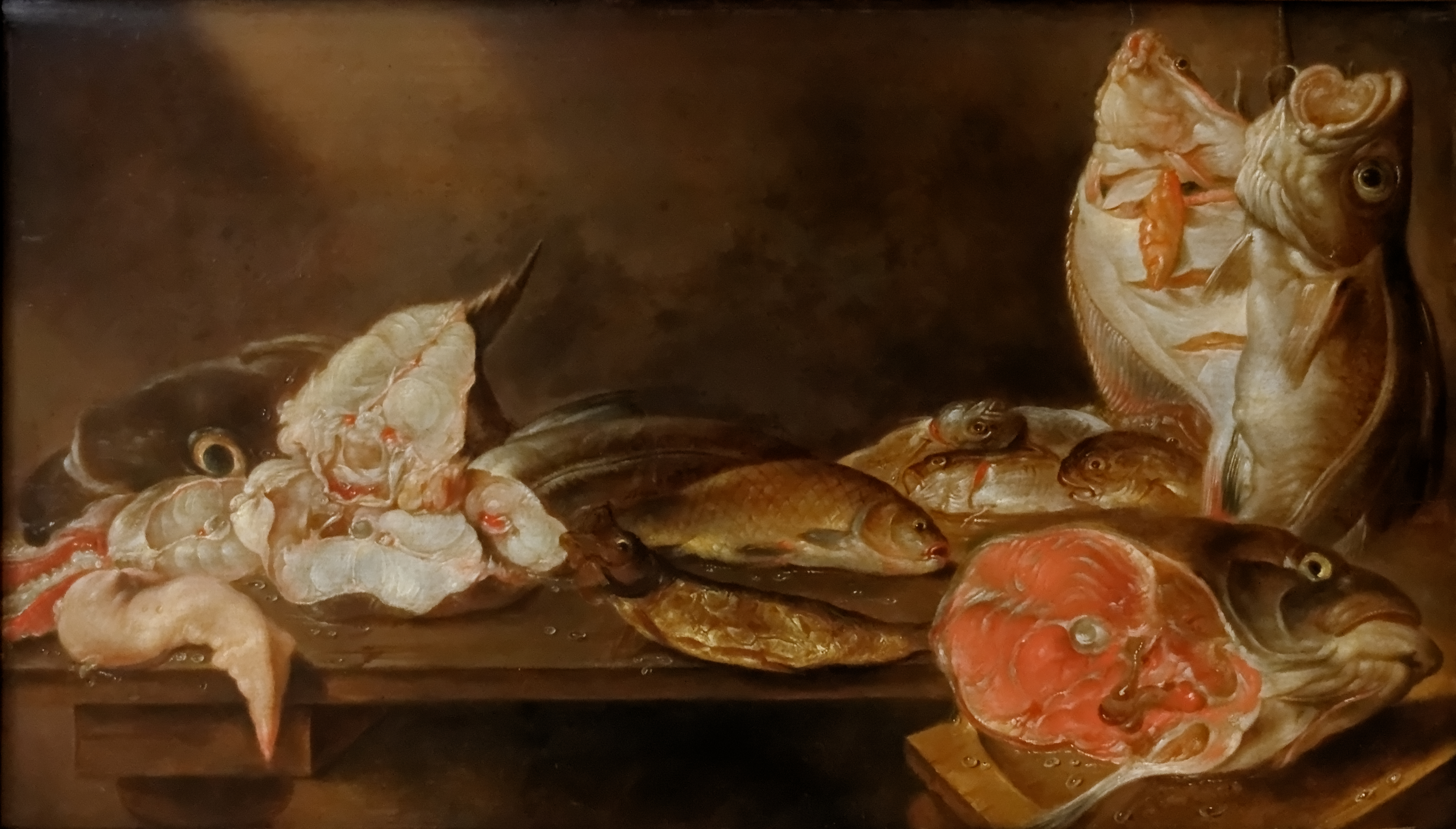
Nature morte aux poissons, Musée des beaux-arts de Budapest